# Benic
Benic – wieś w Rumunii, w okręgu Alba, w gminie Galda de Jos. W 2011 roku liczyła 480 mieszkańców.